# Serafino Ferruzzi
Serafino Ferruzzi (Ravena, 13 de marzo de 1908 - Forlì, 10 de diciembre de 1979) fue un empresario italiano creador en 1948 de la empresa que lleva su nombre, especializada en el comercio de materias primas agrícolas, en particular cereales.

## Biografía
Ferruzzi nació en Ravena el 13 de marzo de 1908. Tras completar su primer ciclo escolar interrumpido por la Primera Guerra Mundial, se convirtió en representante de la empresa Montecatini para la región de Emilia-Romaña. En 1942 se graduó en ingeniería agrícola por la Universidad de Bolonia. En 1948 creó junto a otros dos socios la compañía Ferruzzi Benini e C. , rebautizada en 1956 como Ferruzzi e C. El objeto de esta sociedad era el comercio de materias primas agrícolas, particularmente cereales. 
En sus comienzos, la compañía se contentaba con recoger los envíos en el puerto de Ravena, pero con el fuerte aumento del tráfico marítimo, la empresa comenzó a construir depósitos y silos de almacenamiento ubicados en los mayores puertos de Italia. Posteriormente comenzó a contratar barcos para transportar sus mercancías directamente desde su lugar de producción, normalmente desde los Estados Unidos y Sudamérica .
En la década de 1960, Ferruzzi se establece directamente en Argentina y Estados Unidos para convertirse poco a poco en una de las mayores empresas comerciales del mundo. A la par, compró numerosas fincas con miles de hectáreas cultivables. En Italia, además de sus actividades comerciales, creó un sector industrial especializado en la producción de semillas oleaginosas, la enseña Italiana Olii e Risi, pero también se diversificó hacia el negocio de la construcción, en especial del cemento y del hormigón premezclado con la empresa Calcestruzzi SpA. También se convirtió en accionista de la cementera Unicem, llamada más tarde Buzzi Unicem, en asociación con la familia Agnelli .
Murió el 10 de diciembre de 1979 en un accidente de avión, mientras aterrizaba en una aeronave privada en el aeropuerto de Forlì. Le sucedió su hijo político Raul Gardini al frente del grupo Ferruzzi.